# Grace
Grace er titlen på det første og eneste album fra den nu afdøde Jeff Buckley og blev udgivet i 1994. 
Mange betragter albummet som at være blandt de bedste albums fra 1990'erne. Jeff Buckley blev ligeledes anerkendt som én af de bedste sangere i 1990'erne, men døde tragisk i 1997 inden han nåede at færdiggøre en efterfølger til Grace.
Tracklist:
- Mojo Pin
- Grace
- Last Goodbye
- Lilac Wine
- So Real
- Hallelujah
- Lover, you should have come over
- Eternal Life
- Dream Brother
- (Forget Her - blev dog først udgivet på Grace: Legacy Edition i 2004)